# Groupe carbonyle

Une cétone contenant un groupe carbonyle (C=O)

En la chimie organique, un groupe carbonyle est un groupe fonctionnel de formule C=O, composé d'un atome de carbone doublement lié à un atome d'oxygène, et il est divalent au niveau de l'atome C. Il est commun à plusieurs classes de composés organiques (tels que les aldéhydes et les cétones). Un composé contenant un groupe carbonyle est souvent appelé composé carbonylé.
Le terme carbonyle peut également désigner le monoxyde de carbone en tant que ligand dans un complexe inorganique ou organométallique (un métal carbonyle, par exemple le nickel carbonyle ).